# Mario Joly
Mario Joly (né le 4 août 1981 à Gatineau, dans la province de Québec au Canada) est un joueur professionnel canadien de hockey sur glace.

## Carrière de joueur
Son imposant gabarit lui permit de jouer dans les brigades défensives de la Ligue de hockey junior majeur du Québec où il évolua pendant quatre saisons : trois avec les Olympiques de Hull et une avec les Remparts de Québec.
Par la suite, il joua deux saisons avec les Chiefs de Laval de la Ligue de hockey semi-professionnelle du Québec avant de jouer brièvement avec les Generals de Flint de la United Hockey League.
En 2004-2005, il se joint aux Oilers de Tulsa de la Ligue centrale de hockey. Il fut nommé dans l'équipe d'étoiles de la ligue lors de cette première saison avec l'équipe.
En 2006-2007, il joua avec les Ice Pilots de Pensacola de l'East Coast Hockey League et avec les Summum-Chiefs de Saint-Jean-sur-Richelieu de la Ligue nord-américaine de hockey.
Par la suite, il retourne dans la LCH, cette fois avec les Jackalopes d'Odessa.
Il commence la saison 2009-2010 avec les Marquis de Saguenay dans la LNAH et il la termine avec les Eagles du Colorado de la LCH.
Le 22 octobre 2010, il revient avec les Marquis de Saguenay
Le 25 octobre 2011, il est échangé en compagnie de Nicolas Sigouin au Wild de Windsor.
Le 16 juillet 2012, il signe un contrat avec les Riverkings de Cornwall.
Le 16 août 2013 il est échangé aux Braves de Valleyfield et le 12 septembre il signe un contrat avec l'équipe.

## Statistiques
| Saison    | Équipe                                    | Ligue |    | Saison régulière | Saison régulière | Saison régulière | Saison régulière | Saison régulière |   | Séries éliminatoires | Séries éliminatoires | Séries éliminatoires | Séries éliminatoires | Séries éliminatoires |
| Saison    | Équipe                                    | Ligue | PJ | B                | A                | Pts              | Pun              | PJ               | B | A                    | Pts                  | Pun                  |                      |                      |
| 1998-1999 | Olympiques de Hull                        | LHJMQ | 61 | 3                | 8                | 11               | 375              | 23               | 2 | 2                    | 4                    | 86                   |                      |                      |
| 1999-2000 | Olympiques de Hull                        | LHJMQ | 63 | 8                | 19               | 27               | 247              | 15               | 1 | 8                    | 9                    | 38                   |                      |                      |
| 2000-2001 | Olympiques de Hull                        | LHJMQ | 60 | 7                | 23               | 30               | 310              | 5                | 0 | 3                    | 3                    | 18                   |                      |                      |
| 2001-2002 | Remparts de Québec                        | LHJMQ | 63 | 12               | 33               | 45               | 261              | 8                | 2 | 5                    | 7                    | 30                   |                      |                      |
| 2001-2002 | Mallards de Quad City                     | UHL   | -  | -                | -                | -                | -                | 1                | 0 | 0                    | 0                    | 2                    |                      |                      |
| 2002-2003 | Chiefs de Laval                           | LHSPQ | 24 | 3                | 11               | 14               | 104              | 18               | 2 | 4                    | 6                    | 55                   |                      |                      |
| 2003-2004 | Chiefs de Laval                           | LHSMQ | 49 | 7                | 17               | 24               | 205              | 5                | 1 | 3                    | 4                    | 25                   |                      |                      |
| 2003-2004 | Generals de Flint                         | UHL   | 12 | 0                | 2                | 2                | 56               | 3                | 0 | 0                    | 0                    | 12                   |                      |                      |
| 2004-2005 | Oilers de Tulsa                           | LCH   | 48 | 10               | 32               | 42               | 187              | 5                | 1 | 5                    | 6                    | 35                   |                      |                      |
| 2005-2006 | Oilers de Tulsa                           | LCH   | 61 | 13               | 41               | 54               | 191              | -                | - | -                    | -                    | -                    |                      |                      |
| 2006-2007 | Ice Pilots de Pensacola                   | ECHL  | 26 | 2                | 17               | 19               | 101              | -                | - | -                    | -                    | -                    |                      |                      |
| 2006-2007 | Summum-Chiefs de Saint-Jean-sur-Richelieu | LNAH  | 17 | 0                | 8                | 8                | 103              | 13               | 2 | 11                   | 13                   | 51                   |                      |                      |
| 2007-2008 | Jackalopes d'Odessa                       | LCH   | 63 | 13               | 29               | 42               | 217              | 5                | 0 | 5                    | 5                    | 12                   |                      |                      |
| 2008-2009 | Jackalopes d'Odessa                       | LCH   | 35 | 6                | 13               | 19               | 151              | -                | - | -                    | -                    | -                    |                      |                      |
| 2009-2010 | Marquis de Saguenay                       | LNAH  | 33 | 3                | 15               | 18               | 156              | -                | - | -                    | -                    | -                    |                      |                      |
| 2009-2010 | Eagles du Colorado                        | LCH   | 9  | 2                | 2                | 4                | 76               | 3                | 0 | 0                    | 0                    | 2                    |                      |                      |
| 2010-2011 | Marquis de Saguenay                       | LNAH  | 28 | 5                | 19               | 24               | 120              | 3                | 0 | 3                    | 3                    | 7                    |                      |                      |
| 2011-2012 | Marquis de Saguenay                       | LNAH  | 5  | 0                | 0                | 0                | 21               | -                | - | -                    | -                    | -                    |                      |                      |
| 2011-2012 | Wild de Windsor                           | LNAH  | 39 | 4                | 24               | 28               | 128              | 8                | 0 | 1                    | 1                    | 14                   |                      |                      |
| 2012-2013 | Riverkings de Cornwall                    | LNAH  | 31 | 5                | 11               | 16               | 110              | 9                | 3 | 2                    | 5                    | 32                   |                      |                      |
| 2013-2014 | Braves de Valleyfield / Laval             | LNAH  | 30 | 3                | 13               | 16               | 120              | 2                | 0 | 1                    | 1                    | 11                   |                      |                      |
| 2014-2015 | Riverkings de Cornwall                    | LNAH  | 2  | 0                | 0                | 0                | 2                | -                | - | -                    | -                    | -                    |                      |                      |
| 2014-2015 | Éperviers de Sorel-Tracy                  | LNAH  | 19 | 1                | 3                | 4                | 120              | 12               | 1 | 1                    | 2                    | 43                   |                      |                      |
| 2015-2016 | Éperviers de Sorel-Tracy                  | LNAH  | 5  | 0                | 0                | 0                | 30               | 7                | 0 | 2                    | 2                    | 10                   |                      |                      |
| 2016-2017 | Éperviers de Sorel-Tracy                  | LNAH  | 2  | 0                | 0                | 0                | 5                | -                | - | -                    | -                    | -                    |                      |                      |
| 2017-2018 | Éperviers de Sorel-Tracy                  | LNAH  | 1  | 0                | 0                | 0                | 9                | -                | - | -                    | -                    | -                    |                      |                      |
| 2018-2019 | Éperviers de Sorel-Tracy                  | LNAH  | 1  | 0                | 0                | 0                | 10               | -                | - | -                    | -                    | -                    |                      |                      |

## Trophées et honneurs personnels
- 2002-2003 : remporte la Coupe Futura de la Ligue de hockey semi-professionnelle du Québecavec les Chiefs de Laval.